# Simon Liliedahl
Simon Liliedahl, född 8 augusti 1924 i Sankt Petri församling i Malmö, död 7 januari 2020 i Danderyd, var en svensk politiker (nydemokrat) och riksdagsledamot under mandatperioden 1991–1994 för Värmlands läns valkrets, Södermanlands läns valkrets respektive Göteborgs kommuns valkrets. Liliedahl var inte ordinarie riksdagsledamot från början utan ersatte först Lars Andersson och sedan Johan Brohult. Han var bland annat ledamot och suppleant i konstitutionsutskottet. Innan han blev riksdagsledamot arbetade han som direktör, egenföretagare och utlandschef på Electrolux. Simon Liliedahl kom från Djursholm. Under 1994 var han stabschef för Harriet Colliander. Liliedahl är begravd på Djursholms begravningsplats.